# Before You Walk Out of My Life
Before You Walk Out of My Life è un brano musicale R&B della cantante statunitense Monica proveniente dal suo album di debutto Miss Thang, prodotto dal duo danese Soulshock & Carlin e scritto da Andrea Martin, Carsten Schack e Kenneth Karlin.  Il brano è stato pubblicato nell'ottobre del 1995 come secondo singolo estratto dall'album, e nel gennaio del 1996 è arrivato al numero 1 della Hot R&B/Hip-Hop Songs di Billboard, rendendo Monica l'artista più giovane ad aver mai avuto due numeri 1 consecutivi nella classifica R&B. Il singolo è entrato anche nella top10 della Hot 100 ed è stato certificato disco di platino. Negli Usa il brano è uscito insieme a Like This and Like That, mentre all'estero è stato pubblicato separatamente.

## Video
Il videoclip del singolo è stato diretto da Kevin Bray ed è ambientato in una tipica casa familiare dei quartieri residenziali americani. Il look della cantante appare molto più curato rispetto al primo video, dove appariva come un maschiaccio. Qui invece Monica è perfettamente truccata, ha i capelli gellati, ha orecchini di perle e indossa abiti più adulti come una giacca di pelle nera lucida, una camicetta bianca e sandali con tacco (a seconda delle varie scene). Mentre la cantante esegue il brano in varie zone dell'abitazione (sul tetto della veranda, sulle scale, nel garage, sul marciapiede davanti al giardino), il video mostra vari momenti della relazione tra lei e il suo ragazzo, tra cui i primi tentativi di imbiancare la casa nuova, l'acquisto dell'automobile e la torta a sorpresa che lui mostra per il compleanno di lei.

## Ricezione
Il singolo riesce a ripetere il successo del precedente, entrando della top 10 della Hot 100, dove il 30 dicembre 1995 il brano arriva al numero 7; in totale il singolo spende 28 settimane nella classifica e ottiene la certificazione di disco di platino dalla RIAA. In questo modo Monica riceve il disco di platino da entrambi i primi due singoli della sua carriera. Nella classifica R&B il singolo ottiene ancora più successo, spendendo 35 settimane in classifica e arrivando al numero 1 il 20 gennaio 1996, rendendo Monica l'artista più giovane ad aver mai avuto due numeri 1 consecutivi nella suddetta classifica. Al tempo la cantante aveva solo quindici anni.
Nel Regno Unito il singolo arriva al numero 22, mentre in Nuova Zelanda riscuote successo come negli Usa: il 3 dicembre 1995 entra in classifica alla posizione numero 13, mentre il 28 gennaio 1996 raggiunge la sua posizione più alta al numero 8. In tutto il brano spende 18 settimane nella classifica neozelandese, più di singoli successivi che pur raggiungeranno posizioni più alte.

## Classifiche
| Classifica (1995)                    | Posizione |
| ------------------------------------ | --------- |
| Nuova Zelanda                        | 8         |
| Regno Unito                          | 22        |
| U.S. Billboard Hot 100               | 7         |
| U.S. Billboard Hot R&B/Hip-Hop Songs | 1         |
| U.S. Billboard Rhythmic Top 40       | 6         |
| U.S. Billboard Top 40 Mainstream     | 30        |

## Tracce
CD singolo
1. Before You Walk Out of My Life (Radio Edit) – 3:58
2. Before You Walk Out of My Life (Pete Rock Remix) – 4:56
3. Before You Walk Out of My Life (Tony Rich Remix) – 4:57
4. Before You Walk Out of My Life (Mike Dean Remix) – 4:55

CD Maxi singolo con Like This and Like That
1. Before You Walk Out of My Life (Album version)
2. Like This and Like That (Album version)
3. Before You Walk Out of My Life (Mike Dean Mix)
4. Like This and Like That (All Star Mix)
5. Before You Walk Out of My Life (Pete Rock Mix)

CD singolo con Like This and Like That
1. Before You Walk Out of My Life (Album version)
2. Like This and Like That (Album version)
3. Before You Walk Out of My Life (Instrumental)
4. Like This and Like That (Instrumental)

12" maxi (USA)
1. Before You Walk out of My Life (Album version) (4:51)
2. Like This anf Like That (Album version) (4:41)
3. Before You Walk out of My Life (Mike Dean Instrumental) (4:54)
4. Before You Walk out of My Life (Mike Dean Mix) (4:54)
5. Like This and Like That (All Star Mix) (4:34)
6. Before You Walk out of My Life (Pete Rock Mix) (4:56)

12" maxi (USA)
1. Like This and Like That (Album Version) – 4:41
2. Like This and Like That (Instrumental) – 4:41
3. Like This and Like That (A cappella) – 4:38
4. Before You Walk Out of My Life (Album Version) – 4:51
5. Before You Walk Out of My Life (Instrumental) – 4:50
6. Before You Walk Out of My Life (A cappella) – 4:49

12" (USA)
1. Before You Walk Out of My Life (Pete Rock Remix) (4:56)
2. Before You Walk Out of My Life (Mike Dean Remix) (4:54)
3. Before You Walk Out of My Life (Album Mix) (4:53)

Cassetta Singolo (USA)
1. Like This and Like That (Album version)
2. Before You Walk Out of My Life (Album version)